# Hanneles himmelsfärd
Hanneles himmelsfärd (tyska: Hanneles Himmelfahrt) är en teaterpjäs av den tyske dramatikern Gerhart Hauptmann, som hade urpremiär 1893. Till skillnad från Hauptmanns naturalistiska pjäser använder han sig i Hanneles himmelsfärd av en mer symbolistisk dramaturgi, bland annat innefattar pjäsen en drömsekvens. Pjäsen är den första i världshistorien med ett barn som huvudperson. Den utgavs första gången 1894, och Hauptmann tilldelades 1896 Franz-Grillparzer-Preis för den.

## Handling
Hanneles himmelsfärd är inte ett egentligt drama, utan snarare en dramatisk dikt. Det skildrar den stackars fattiga fjortonåriga murardottern Hannele, misshandlad av sin styvfar, och hennes sista drömmar innan hon, som i sin nöd försökt dränka sig, ger upp andan. Hauptmann har sammanflätat motiv från hennes sagoläsning och bibelkunskap med hennes dystra levnadsminnen, och på så vis växlar bilder ur den naturalistiska värld som omger henne med en idealvärld, som likaledes äger poetisk verklighet.